# Ciro Simoni

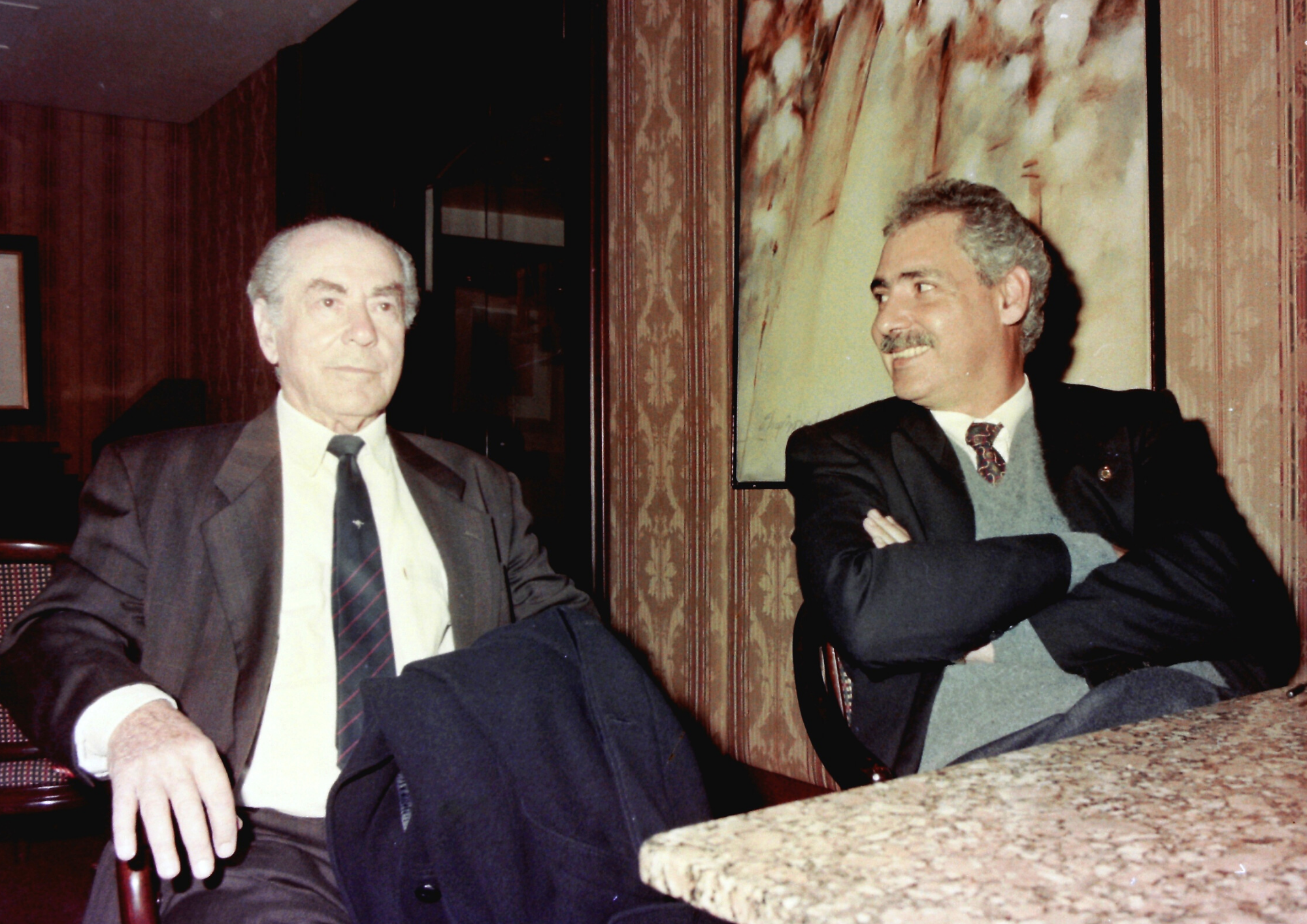
Leonel Brizola e Deputado Ciro Simoni - Hotel Plaza São Rafael - Porto Alegre/RS

Ciro Carlos Emerim Simoni (Porto Alegre, 12 de maio de 1951) é um médico e político brasileiro.
É filiado ao Partido Democrático Trabalhista (PDT). Nas eleições de 2014, em 5 de outubro, foi eleito deputado estadual à Assembleia Legislativa do Rio Grande do Sul na 54ª legislatura (2015 — 2019). Assumiu o cargo em 1 de fevereiro de 2015, cujo mandato expira em 1 de fevereiro de 2019.
Ciro Simoni concorreu pela primeira vez nas eleições municipais de 1985 como candidato a vice-prefeito da cidade de Osório, sendo eleito na chapa vitoriosa encabeçada por Angelo Guasseli (PDT), com 8.956 votos.
Em 1988 foi eleito prefeito da cidade de Osório/RS com 6.231 votos tendo como candidato a vice-prefeito Romildo Bolzan Júnior (PDT) que foi eleito seu sucessor em 1992.
Nas eleições de 1994 concorreu a Deputado Estadual pelo PDT conquistando seu primeiro mandato na Assembleia Legislativa do Rio Grande do Sul com 22.052 votos; em 1998 foi reeleito para um segundo mandato com 28.078 votos.
Nas eleições de 2002 ficou na segunda suplência do PDT com 26.315 votos, mas assumiu o mandato em duas oportunidades: ocupando a cadeira de João Luiz Vargas que tomou posse no TCE ( 02/07/2003 até 31/03/06) e em 01/01/2007 (durante um mês) na vaga de Paulo Azeredo que assumiu a Secretaria de Obras Públicas do estado.
Nas eleições de 2006 fica novamente na segunda suplência da bancada do PDT na Assembleia Legislativa com 25.798 e retornou ao Parlamento na vaga do deputado Coffy Rodrigues em função de decisão do Tribunal Regional Eleitoral do RS, que julgou por unanimidade pela procedência do pedido do PDT de decretação de perda de mandato do deputado por infidelidade partidária (25/01/2010).
Nas eleições de 2010 ampliando sua votação para 35.477 votos, Ciro Simoni é eleito novamente para ocupar uma cadeira na bancada do PDT na Assembleia Legislativa do Rio Grande do Sul.
Em 2010, foi um dos Deputados Estaduais do Rio Grande do Sul que votou a favor do aumento de 73% nos próprios salários em dezembro, fato esse que gerou uma música crítica chamada "Gangue da Matriz" composta e interpretada pelo músico Tonho Crocco, que fala em sua letra os nomes dos 36 deputados (inclusive o de Ciro Simoni) que foram favoráveis a esse autoconcedimento salarial; Giovani Cherini como presidente da Assembleia Legislativa do Rio Grande do Sul na ocasião entrou com uma representação contra o músico, Cherini falou que era um crime contra honra e o título era extremamente agressivo e fazia referência a criminosos que mataram o jovem Alex Thomas, na época Adão Villaverde que se tornou o sucessor na presidência da Assembleia Legislativa, expressou descontentamento discordando da decisão de Cherini, mas em agosto do mesmo ano o próprio Giovani Cherini ingressou com petição pedindo o arquivamento contra o músico com a alegação que não era vítima no processo (seu nome não aparecia na letra, pois como presidente do parlamento gaúcho na ocasião não podia votar) e que defendia a liberdade de expressão, na época Tonho recebeu apoio de uma loja que espalhou 20 outdoors pela capital Porto Alegre e também imenso apoio por redes sociais.
Em 03/01/2011 assumiu o cargo de Secretário Estadual de Saúde do Rio Grande do Sul durante a administração de Tarso Genro (PT). Em 09/12/2013 após o seu partido decidir que teria candidatura própria nas eleições de 2014, entregou o cargo de Secretário e retornou à Assembleia Legislativa.
Nas eleições de 2014 alcançou sua maior votação sendo reeleito com 55.622 votos e após o cumprir integralmente o seu mandato não disputou a reeleição nas eleições de 2018.
Em Janeiro de 2020 assumiu o Departamento Médico do Grêmio Foot-Ball Porto Alegrense a convite do amigo e companheiro de militância Romildo Bolzan Júnior, presidente do clube. Em agosto do mesmo ano deixou o departamento médico gremista para assumir a presidência do diretório estadual do PDT do Rio Grande do Sul.